# Струйский, Николай Еремеевич
Никола́й Ереме́евич Стру́йский (1749, Москва — 13 декабря 1796, Рузаевка) — деятель Русского Просвещения: поэт-дилетант, издатель, библиофил. Владелец и устроитель богатого пензенского имения Рузаевка. Имел у современников репутацию сельского графомана. Дед поэта А. И. Полежаева.
Советский писатель Валентин Пикуль посвятил Струйскому историческую миниатюру «Шедевры села Рузаевки».

## Биография
Из рода Струйских, владевшего поместьями в Среднем Поволжье. Единственный сын надворного советника Еремея Яковлевича и Прасковьи Ивановны Струйских. Получил домашнее образование, затем учился в гимназии при Московском университете. Оставшись после пугачевского бунта единственным представителем рода, он соединил в своих руках более тысячи душ крестьян и считался одним из первых богачей Приволжья.
В 1763—1771 годах служил в гвардейском Преображенском полку. В  Токмаковом переулке сохранилась городская усадьба Н. Е. Струйского, в которой он проживал до 1771 года. После выхода в отставку по болезни с чином гвардии прапорщика поселился в своём наследственном имении — селе Рузаевка и построил там великолепный для своего времени усадебный комплекс. Постройка потребовала больших затрат, за одно только железо Струйский отдал одному купцу своё подмосковное имение с 300 крепостными крестьянами. 
Струйский стремился создать в своей усадьбе атмосферу поклонения наукам, искусству и праву.

В своем имении Струйский создал подлинный культ Екатерины II. Он заказал её портрет, и, надо сказать, это был один из лучших её портретов. На обороте холста Николай Еремеевич оставил такую надпись: «Сию совершенную штуку писала рука знаменитого художника Ф. Рокотова с того самого оригинала, который он в Петербурге списывал с императрицы. Писано ко мне от него в Рузаевку 1786 году в декабре…». А на потолке парадной залы его особняка наличествовал великолепный плафон с изображением монархини в виде Минервы, восседающей на облаке в окружении гениев и прочих атрибутов высокой поэзии. Она поражает стрелами крючкодейство и взяточничество, олицетворяемое сахарными головами, мешками с деньгами, баранами и т. п. И как венец всему — рядом высится башня с державным двуглавым орлом.— Лев Бердников

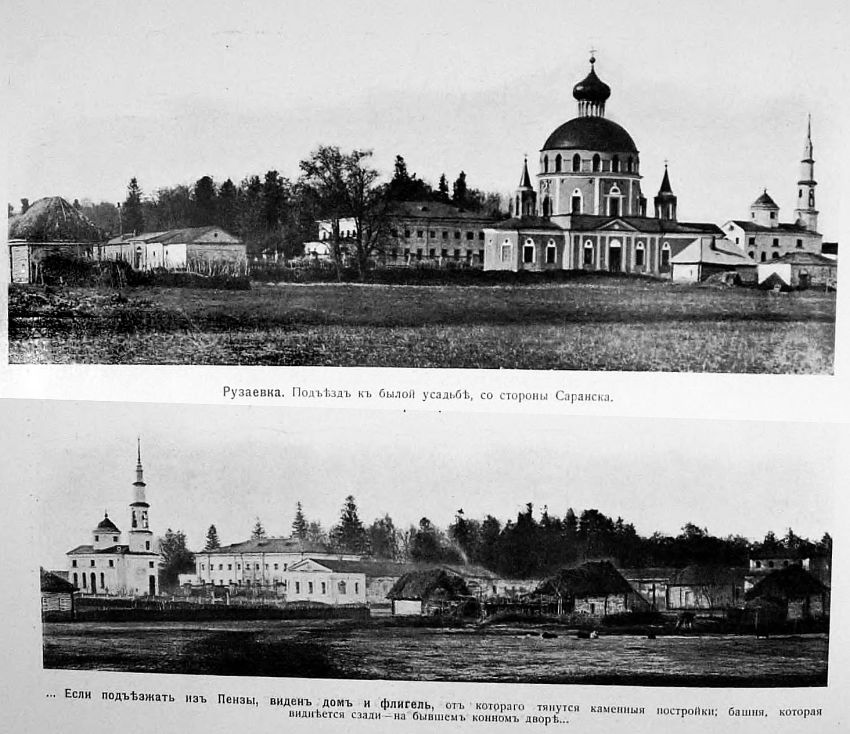
Усадьба Струйских в 1886 году

Плафон написал крепостной художник Андрей Зяблов, учившийся у его друга Рокотова.
По характеристике РБС, «помещик-самодур» Струйский вёл в Рузаевке жизнь уединённую, одевался чрезвычайно странно, носил какую-то своеобразную смесь одежд разных времен и различных народов. Чтобы привить своим крестьянам вкус к законности, производил над ними различные эксперименты. Любимая его затея состояла в том, что в своём воображении он создавал какое-либо преступление, намечал каких-нибудь крестьян в качестве обвиняемых, учинял им допросы, вызывал свидетелей, сам произносил обвинительную и защитительную речи и наконец выносил приговор, присуждая «виновных» иногда к очень суровым наказаниям; если же крестьяне не хотели понимать барской затеи и упорно отказывались сознаться в приписываемых им преступлениях, они подвергались иногда даже пыткам. Очевидно, среди крепостных бродило недовольство своим помещиком, ибо Струйский боялся за свою жизнь, страшился покушений и в своем рузаевском «Парнасе» держал наготове целую коллекцию всевозможного оружия.
В пожилых летах хозяйственными делами Струйский почти не занимался. Его главным и любимым занятием была поэзия и сочинение стихов, для печатания которых в 1792 году он открыл в Рузаевке частную типографию. Издания этой типографии отличались высоким качеством. Типография была превосходно оборудована и могла роскошно печатать необъёмистые вещи прекрасными шрифтами. В разные годы было издано более 50 книг и отдельных сочинений Н. Е. Струйского на русском и французском языках. Н. Е. Струйский пользовался расположением Екатерины II и посылал ей вновь выпускавшиеся издания. Некоторые из них были настолько замечательны, что императрица хвалилась ими перед иностранцами, а Струйскому был прислан в подарок драгоценный бриллиантовый перстень. Тем не менее типография прекратила существование после запрета императрицей, напуганной террором французской революции 1789—1794 гг., частных типографий. А при известии о смерти Екатерины самого Струйского разбил удар, от которого он «слёг горячкой, лишился языка и умер очень скоро». Шрифты и украшения типографии были пожертвованы наследниками Струйского в 1840 году в Симбирскую губернскую типографию, где долго потом служили.
Мемуаристы отзываются о Струйском как о чудаке-графомане. «По имени струя, А по стихам — болото», — иронизировал Державин. Струйский был очень плодовит и задолго до графа Хвостова прославился своей стихоманией. Уже современники видели в его виршах лишь «механический набор напыщенных фраз без всякого содержания и смысла», тогда как сам автор при чтении своих произведений приходил в такой восторг и экстаз, что в буквальном смысле до синих пятен щипал своих слушателей. Писал он их не иначе как на «Парнасе», у «подножия» которого производил экзекуции своим крестьянам. Посетивший его поместье поэт И. М. Долгоруков занёс в свой дневник: «От этого волосы вздымаются! Какой удивительный переход от страсти самой зверской, от хищных таких произволений к самым кротким и любезным трудам, к сочинению стихов, к нежной и вселобзающей литературе… Все это непостижимо!»

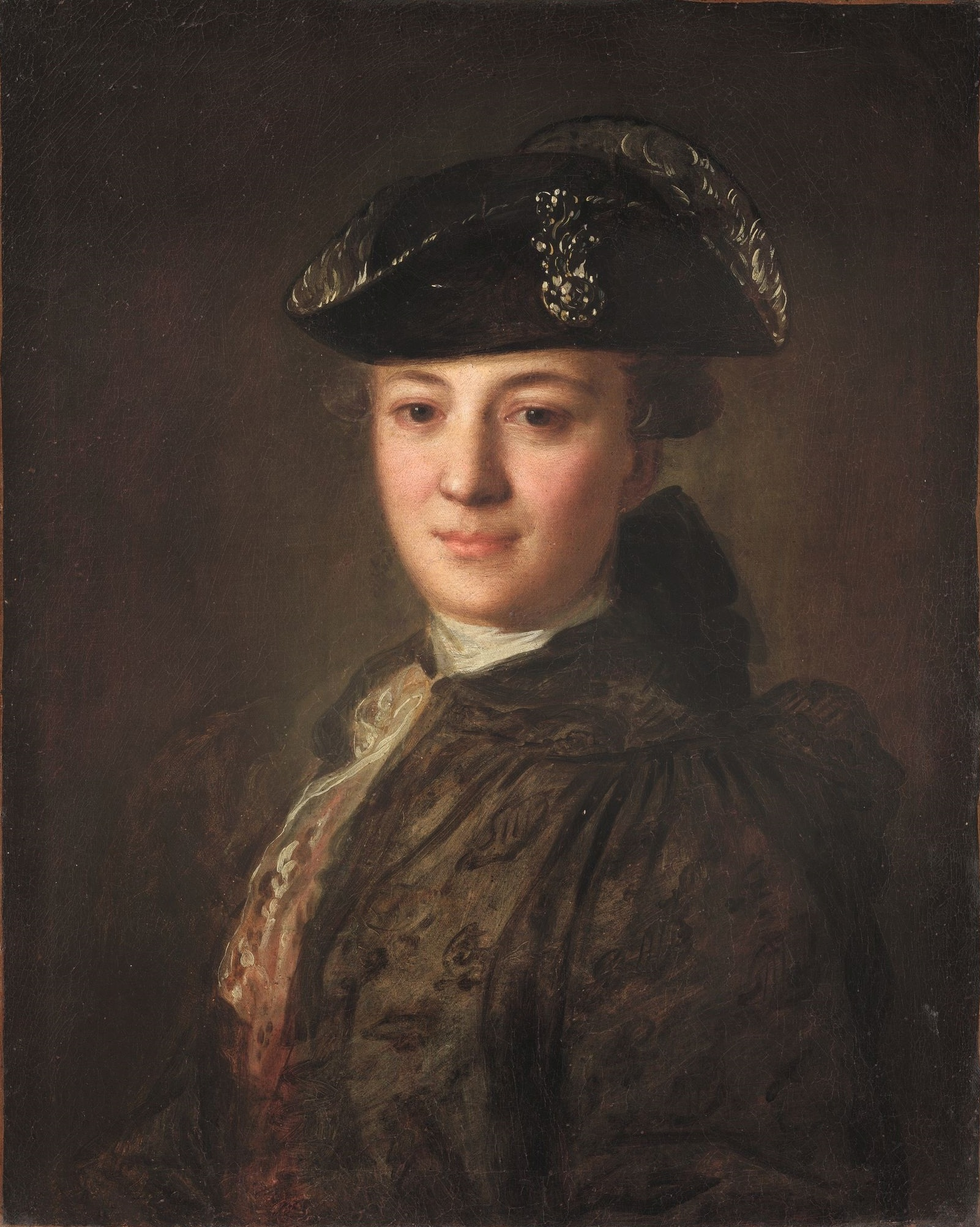
«Портрет неизвестного в треуголке» (происходит из имения Струйских).

Сохранились хвалебные письма Струйского к художнику Ф. С. Рокотову. 
Судя по написанному последним портрету хозяина Рузаевки, у Струйского было «худощавое неприятное лицо, исступленно-горячечные глаза на мутном фоне, безвольный рот сумасброда, эгоиста и неврастеника». Из Рузаевки также происходит рокотовский портрет неизвестного в треуголке (на илл., справа); рентген показал, что изначально на картине была изображена женщина, однако затем костюм был переписан и изменен на мужской. Не исключено, что на этом портрете изображена первая жена Струйского — Олимпиада. Едва ли не самым известным творением Рокотова является портрет второй жены Струйского, воспетый в стихах Н. Заболоцким, благодаря чему получил славу «русской Моны Лизы».
В 1886 году обнищавшие потомки Н. Е. Струйского продали рузаевское имение Пайгармскому Параскево-Вознесенскому женскому монастырю, после чего по невыясненным причинам новыми владельцами были уничтожены как здания усадьбы, так и парковый комплекс.

## Некоторые сочинения
- «Апология к потомству от Николая Струйского, или начертание о свойстве нрава А. П. Сумарокова и о нравственных его поучениях, писана в 1784 г. в Рузаевке» (СПб., 1788 г.).
- «Епистола Ея Императорскому Величеству всепресветлейшей героине, великой Императрице Екатерине II» (Саранск, 1789).
- «Стихи к медали, поднесенной гр. А. Г. Орлову от адмиралтейской коллегии»;
- «Для Хорвика, ни проза ни стихи» (СПб., 1790) — полемическое произведение;
- «Ода», посвященная тогдашнему наследнику Павлу Петровичу (Саранск, 1790);
- «О Париже» (1790) — упрекает французов за свержение Бурбонской династии;
- две «Елегии на смерть А. П. Сумарокова», который был величайшим кумиром Струйского;
- «Блафон сочинения Н. Струйского к первой части его поэзии» (СПб., 1791);
- «Епиталамиа, или Брачная песнь» (Рузаевка, 1793) — по поводу брака Александра Павловича с Елизаветою Алексеевною, принцессою Баденской;
- «Письмо о Российском театре нынешнего состояния» (Рузаевка, 1794) — в стихах, обращено к знаменитому актёру И. А. Дмитревскому;
- «Письмо к другу или излияние сердца» (Рузаевка, 1795);
- «Еротоиды» — 24 стихотворения.

Помимо собственных од и писем в стихах, Струйский великолепно издал «Акафист Богородице». Поскольку издания свои он не пускал в продажу, а ограничивался дарением их своим родственникам, знакомым и некоторым высокопоставленным лицам, они скоро стали величайшей библиографической редкостью. Большинство изданий дошли до нас в считанных экземплярах.

## Семья

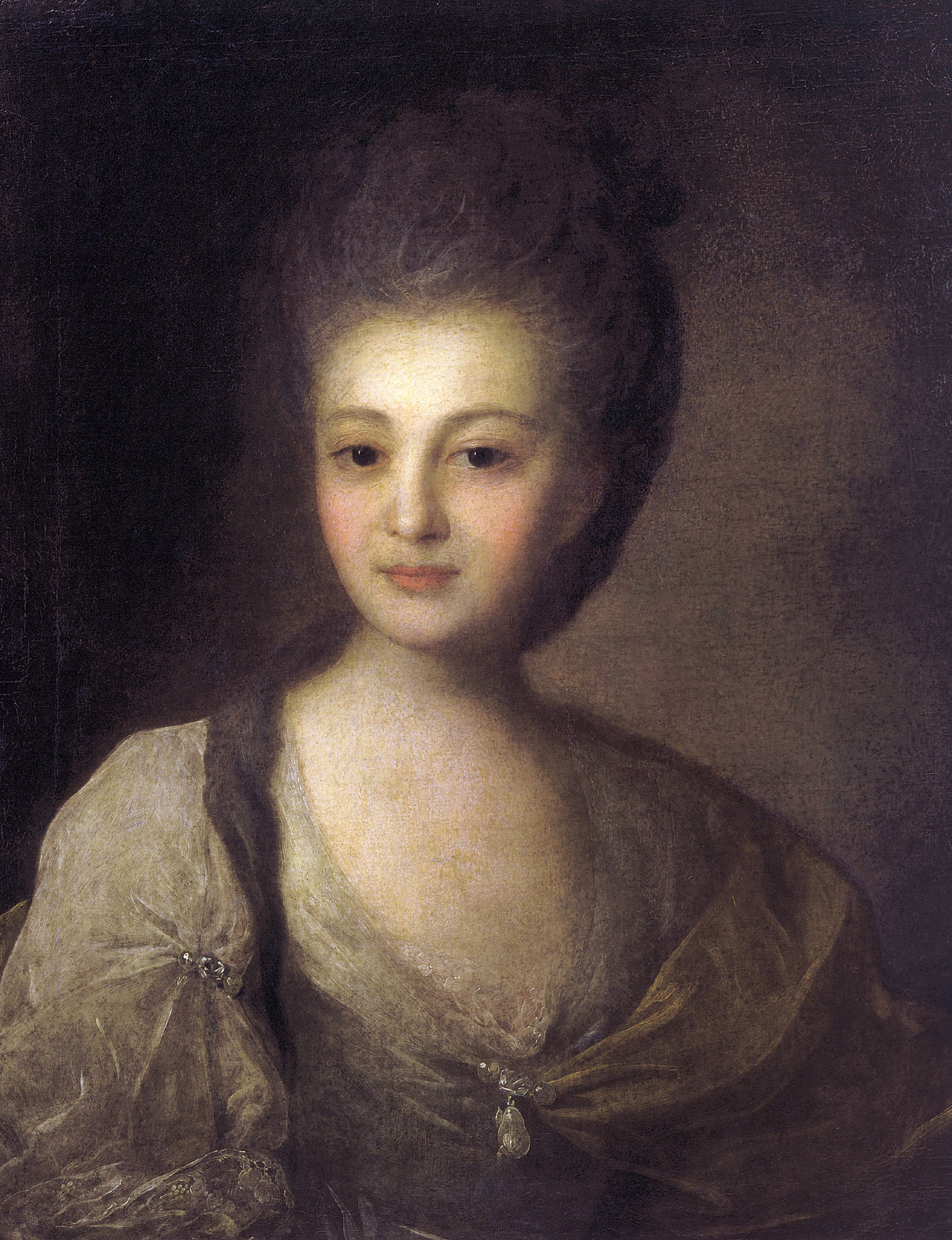
Александра Петровна Струйская, 2-я жена.

Первая жена (с 1768 года) — Олимпиада Сергеевна Балбекова (1749—1769), умерла при родах дочерей-близняшек. Они преставились следом за своей матерью.
Вторая жена (с 1772 года) — Александра Петровна Озерова (1754/58—1840), родственница известного впоследствии драматурга, дочь помещика Нижнеломовского уезда Пензенской губернии Петра Петровича Озерова и Елизаветы Никитичны Кропотовой. Александра Петровна была очаровательной женщиной, все, кому только приходилось с ней встречаться, хвалили её ум и милую любезность. Еще при жизни мужа, ввиду его уединенного образа жизни и нервного настроения, она управляла делами. Родила 18 детей, в том числе четырех близнецов, но в живых из них остались только восемь:
- Юрий (1774-18..), корнет лейб-гвардии Конного полка, скульптор-любитель. Его внебрачный сын Дмитрий Струйский (1806—1856), поэт и музыкальный критик, публиковался под романтическим псевдонимом Трилунный.
- Пётр (1781—1845), помещик села Починки Инсарского уезда, инсарский уездный предводитель дворянства (1822-25), продолжатель рода Струйских.
- Александр (1782—1834), полковник, участник Бородинского сражения; был известен в Рузаевке как «страшный барин»; зарублен крепостным в голодный 1834 год. Был женат (с 30.10.1818) на дочери статского советника  Евдокии Николаевне Чириковой; их дочь Прасковья (13.12.1823[15]— ?), крестница графини П. В. Мусиной-Пушкиной.
- Леонтий («Лёвушка»; 1784—1825), помещик деревни Покрышкино, отец поэта А. И. Полежаева; в 1820 г. за расправу с управляющим лишён дворянства и сослан в Сибирь.
- Евграф (1789—1841), полковник Киевского гренадерского полка, участник Бородинского сражения; холост[16].
- Маргарита[17] (1772—1859)[18], переводчица.
- Анна (Екатерина); в 1819 г. вышла замуж за капитана Кира Николаевича Коптева, с приданым в 92 850 рублей.
- Надежда (1786-после 1851), жена коллежского асессора Дмитрия Петровича Свищова.

## Издания сочинений
- Струйский Н. Апология к потомству <…>. — 2-е изд. — Рузаевка, 1793.
- Струйский Н. Блафон. — СПб., 1791.
- Струйский Н. Е. Сочинения / Н. Струйского. — СПб.: Печ. у Шнора, 1790. — Ч. 1. — [2], 350 с.: ил.
- Струйский Н. Еротоиды. СПб., 1789.
- Струйский Н. Еротоиды. — М., 2003.
- Струйский Н. Еротоиды: Анакреонич. оды. — М., 1990.
- Струйский Н. Письмо Н. Струйского к князю Потемкину-Таврическому от 16 апреля 1791 г. // Русский архив, 1871. — Вып. 2. — Стб. 073—075.